# 罗腊英
罗腊英（1976年11月—2014年4月9日），中华人民共和国农民，安徽省池州市青阳县杜村乡上峰村人。

## 简介
罗腊英是安徽省池州市青阳县杜村乡上峰村人。她幼年丧父，曾为邻居做慈善之事，获得邻居的赞扬。
为补贴家用，2014年初，罗腊英赴浙江省金华市浦江县打工。然而，4月5日凌晨，其所居住的出租屋突发火灾，罗腊英冒着生命危险将其雇主一家五口救出，自己却严重烧伤，最终于4月9日下午2时不治。

## 荣誉
- 第六届全国道德模范（2017年11月）
- 全国见义勇为英雄
- 安徽省道德模范
- 浙江省道德模范
- 浙江省见义勇为勇士